# Arlie Petters
Arlie Oswald Petters, MBE, né le 8 février 1964, est un physicien et mathématicien américain et belizéen. Il est le professeur de la chaire de mathématique Benjamin Powell, et un professeur de physique et d'économie à Université Duke. Petters est une des figures fondatrices de l'astronomie mathématique. Il se concentre sur les problèmes liés à l'interaction de la gravité et de la lumière, et emploie les outils de l'astrophysique, de la cosmologie, de la relativité générale, de la physique des particules, de la géométrie différentielle, de la les singularités, et de la théorie des probabilités. Sa monographie "Théorie de la singularité et lentilles gravitationnelles" est la première à développer une théorie mathématique de la lentille gravitationnelle. Petters est aussi le doyen des affaires scolaires pour le Trinity College des arts et sciences et, est le vice-doyen adjoint pour des études de premier cycle à l'Université Duke.

## Prix et Honneurs
Petters est récipiendaire de nombreux prix et distinctions, qui comprennent une Bourse en Recherche Mathématiques Alfred P. Sloan en 1998, un prix "CAREER" de la Fondation Nationale des Sciences (1998). Il a été le premier gagnant du prix Blackwell–Tapia en 2002. En 2006, il a été sélectionné par l'Académie Nationale des Sciences pour faire partie d'une collection permanente de portraits d’éminents Afro-Américains en sciences, Ingénierie et Médecine. En 2008, Petters était aussi inclus entre la liste de Human Relations Associates des “25 Plus Grands Scientifiques d'Ascendance Africaine” qui remonte au 18e siècle. Il a reçu un Doctorat Honorifique en Science de l’Université à Hunter College en 2008. Petters a été nommé par la reine d'Angleterre en 2008 à l’adhésion à l'Ordre le Plus Excellent de l'Empire Britannique. En reconnaissance de ses accomplissements scientifiques et son service à la société, le lieu de naissance de Petters (Dangriga, au Belize) l'a honoré en 2009 en nommant une rue à son nom. En 2011, il est devenu le premier bélizien à recevoir le prix du Patrimoine Américain des Caraïbes pour l’Excellence en Science et Technologie. En 2012, il est devenu un membre de l'American Mathematical Society et le premier bélizien américain à être Grand Maréchal de la parade célébrant le jour de l'Amérique centrale à Los Angeles, où il a reçu les honneurs du maire de Los Angeles et de la COFECA,.

## Recherche
Petters est renommé pour son œuvre novatrice dans la théorie mathématique de lentille gravitationnelle.
De 1991 à 2001, Petters a développé de manière systématique une théorie mathématique de lentille gravitationnelle à faible déflection. Il a débuté avec son doctorat et sa thèse, obtenue au MIT en 1991, sur « Les singularités dans la Microlentille Gravitationnelle » ("Singularities in Gravitational Microlensing"), qui a été suivie par 12 articles esquissés ci-dessous.
Les articles ont résolu un éventail de problèmes théoriques sur la lentille gravitationnelle à faible-déflection, notamment les images à virgule-fixe, l’élargissement d’image, les retards d’image, la géométrie locale des caustiques, la géométrie mondiale des caustiques, les fronts d’onde, ainsi que les surfaces et navigation caustiques. Son travail a culminé en 2001, avec un tome mathématique qui, entre autres, crée un système de stabilité et de généricité pour les lentilles gravitationnelles de k-plan. Le livre s’inspire de la théorie des singularités, et établit le sujet de la lentille gravitationnelle de la faible-déflection en k-plan sur une fondation mathématique rigoureuse et unifiée.
Après son travail sur la lentille mathématique de 1991 à 2001, Petters s’est tourné vers les problèmes de lentille astrophysique de 2002 à 2005. En collaboration avec des astronomes, il a appliqué de la théorie mathématique pour aider à développer un test de diagnostic pratique pour la présence de sous-structures sombre dans les galaxies lentilles quasars ; pour classifier les courbes astrométriques et photométriques locales d’une source prolongée lorsqu’elle croise des caustiques de plis et la pointe à cause de génériques lentilles ; et pour prédire la forme de courbe astrométrique quantitative produit par les lentilles binaires galactique. Les propriétés locales classifiées des courbes astrométriques ont révélé une forme S caractéristique pour les croisements de plis, des caractéristiques paraboliques et traits d’une queue-de-pie pour les croisements de pointe, et une discontinuité de saut pour les croisements sur les arcs de pli fusionnant dans une pointe. Une formule pour la taille du saut a été déterminée.
De 2005 à 2007, Petters a collaboré avec des astronomes et des physiciens pour explorer des lentilles gravationelles au-delà de ses limites traditionnelles en astronomie. Dans une série de trois articles de physique mathématique (de 2005 à 2006) avec l’astronome Keeton, il a utilisé des effets des lentilles gravitationnelles d’ordre-supérieur par des corps compacts pour tester différentes théories de la gravite avec la théorie générale de la relativité d’Einstein.
Leurs découvertes ont été appliquées aux trous noirs galactiques, aux pulsars binaires, et aux scénarios de microlentilles gravitationnelles pour faire des prédictions vérifiables au sujet des images lentilles et de leurs retards de temps. Le troisième article aborde le problème difficile de savoir comment tester des modelés d’hyperespace comme la gravité d’un monde branaire, qui postulent une dimension supplémentaire à l’espace physique. L’article développe une théorie des ondes semi-classique de la lentille trou noir d’un monde branaire, et a utilisé cette théorie avec la cosmologie branaire pour prédire une signature testable de trous noirs microscopiques d’un monde branaire sur des lumières de rayons gamma. En outre, dans un article de 2007, Petters et Werner ont trouvé un système d’équations qui peuvent être appliqués pour tester l’hypothèse de la censure cosmique en utilisant le cas réaliste de lentilles par un trou noir de Kerr.
Les œuvres antérieures de Petters (1991-2007) ont pour sujet les lentilles gravitationnelles non-aléatoires. Son récent programme de recherches a développé une théorie mathématique de lentilles gravitationnelles aléatoires (stochastiques.) Dans deux articles, lui, Rider et Teguia ont été les premiers à créer une théorie mathématique de la micro-lentille gravitationnelle stochastique. Ils ont caractérisé plusieurs ordres asymptotiques, les densités de probabilité des fonctions de retard aléatoire, des cartes de lentilles, et des cartes de cisaillement dans la microlentille stochastique, et déterminé une formule de type Kac-Rice pour le nombre global attendu d’images à cause d’un système de lentille stochastique général. L’œuvre forme un cadre théorique concret à partir duquel des extensions à des cartes aléatoires plus générales peuvent être faites. Dans deux autres articles, il a trouvé avec Aazami des invariants de grossissement géométrique universel de caustiques d’ordre supérieur se produisant dans les lentilles et caustiques produites par des cartes génériques générales jusqu’à cinquième co-dimension. Les invariants se maintiennent avec une probabilité de 1 pour les lentilles aléatoires et forment donc des vérifications de cohérence importantes pour la recherche sur les grossissements aléatoires des sources proches des caustiques stables.

## Autres Contributions
Petters a redonné beaucoup à la communauté afro-américaine, laquelle l'a inclus comme directeur du programme de bourses d'études Reginaldo Howard Memorial à l'Université Duke. Il a aussi été actif dans la communauté afro-américaine particulièrement pour comme mentor, pour le recrutement, et en donnant des conférences,. Il a reçu plusieurs prix pour son service à la communauté,. Petters est aussi le premier titulaire Afro-américain de mathématiques à l'Université Duke. Il a été très impliqué dans communauté  bélizienne, et il a fondé le Petters Research Institut en 2005 pour aider à former des jeunes béliziens des disciplines STEM,. Il a écrit cinq livres, trois d'entre eux étaient des livres de résolution de problèmes scientifiques et mathématiques livres deédiés aux étudiants béliziens,. Il a mené un travail d'entrepreneur pendant qu'il était professeur de Administration des Affaires à l'École commerce Fuqua de l'université Duke (2008-2017). Petters a participé au gouvernement du Belize comme Président du Conseil de Science et Conseiller du Premier ministre du Belize (2010-2013),.